# Peter Bacchus
Peter John Bacchus (Nova Jersey, 19 d'octubre de 1954 - 9 de juliol de 2016) va ser un flautista, compositor i arranjador estatunidenc que va exercir una bona part de la seva carrera professional a Catalunya.
També va ser professor artístic del festival internacional del College-Conservatory of Music de Cincinnati (EUA) i el Lucca Opera Theater a Itàlia.
Durant molts anys va ser director musical i va dirigir el grup de música contemporània Grup 21 que va estrenar i donar a conéixer moltes obres de compositors catalans i també estrangers a Catalunya. Els darrers anys també va dirigir diverses corals de gent gran.
Fou membre de l'Associació Catalana de Compositors.

## Composicions destacades
- El 16 de novembre de 2008, va estrenar Variacions per a cobla en el concert del Memorial Joaquim Serra, que tingué lloc a la Sala Oriol Martorell de l'Auditori de Barcelona.[4]

- El Cor Vivaldi va estrenar el 2005 la seva obra Magnificat sota la direcció de Oscar Boada, i que van enregistrar en CD.

- Missa Brevis (2008)

- Fantasia sobre Syrinx per flauta solo

- Fantasia sobre Partita Allemand de Bach

- Serenade per conjunt de flautes i flauta solista interpretada per Up Town Flutes:

- Les seves obres es poden trobar a Dinsic Publicacions Musicals i a Clivis Music.